# Zaleptus scaber
Zaleptus scaber is een hooiwagen uit de familie Sclerosomatidae.